# Venti ore
Venti ore (Húsz óra) è un film del 1964 diretto da Zoltán Fábri.

## Riconoscimenti
- 1965 - Festival di Mosca
  - Gran Premio